# Guy IV de Spolète

Guy IV de Spolète (mort assassiné en 897) est un duc italien du haut Moyen Âge issu de la lignée des Widonides qui contrôle Spolète et Camerino en 889 et Bénévent en 895 jusqu'à sa mort.

## Origine
L'ascendance précise de Guy IV de Spolète ainsi que celle de sa sœur Itta, épouse de Guaimar Ier de Salerne sont inconnues. Ils descendent toutefois tous deux de Lambert Ier de Spolète, marquis et duc, comme le confirme une donation faite par le petit-fils d'Ita : Gisulfus […] Salernitanus princeps filius Guaimarii d'un bien ayant appartenu à Lambertus dux et marchio…in comitatu Marsicano, et Balva, et Forcone, et Amiterno, necnon et marchia Firmana et ducatu Spoletino,.

## Biographie
Guy III détenait le duché de Spolète et de Camerino. Guy IV entre en possession de ces deux domaines lorsque son parent devient roi d'Italie en 889. Guy IV est un guerrier capable et un grand meneur d'hommes. Il attaque les Byzantins à Bénévent; l'évêque de la ville et la population chassent la garnison et il devient duc. Il offre la régence de cette principauté à son beau-frère Guaimar Ier de Salerne, le mari de sa sœur Itta. Mais ce dernier est capturé et aveuglé sur le chemin de Bénévent par Adelfer, le gastald d'Avellino, Guy  devra assiéger Avellino pour obtenir la libération de son beau-frère.
Après avoir régné sur Bénévent pendant une année et huit mois selon le « Chronicon Salernitanum », Guy se rend à Rome pour rencontrer l'Empereur Lambert, son parent. Il meurt assassiné sur le Tibre par les agents d'Alberic, noble lombard qui convoitait le Duché de Spolète, et sera finalement fait duc par le roi d'Italie Bérenger Ier.